# Helena (Montana)
Helena város az Amerikai Egyesült Államokban, Montana tagállam fővárosa. A régióban nagy jelentősége van a bányászatnak és a mezőgazdaságnak, a város a legfontosabb kereskedelmi és közigazgatási központja Montanának. A település Lewis and Clark megye központja. Látványosságai közé tartozik a Montana State Capitol egy Szabadság-szobor másolattal, az egyházközösségi központ, illetve a Saint Helena Katedrális.

## Földrajza

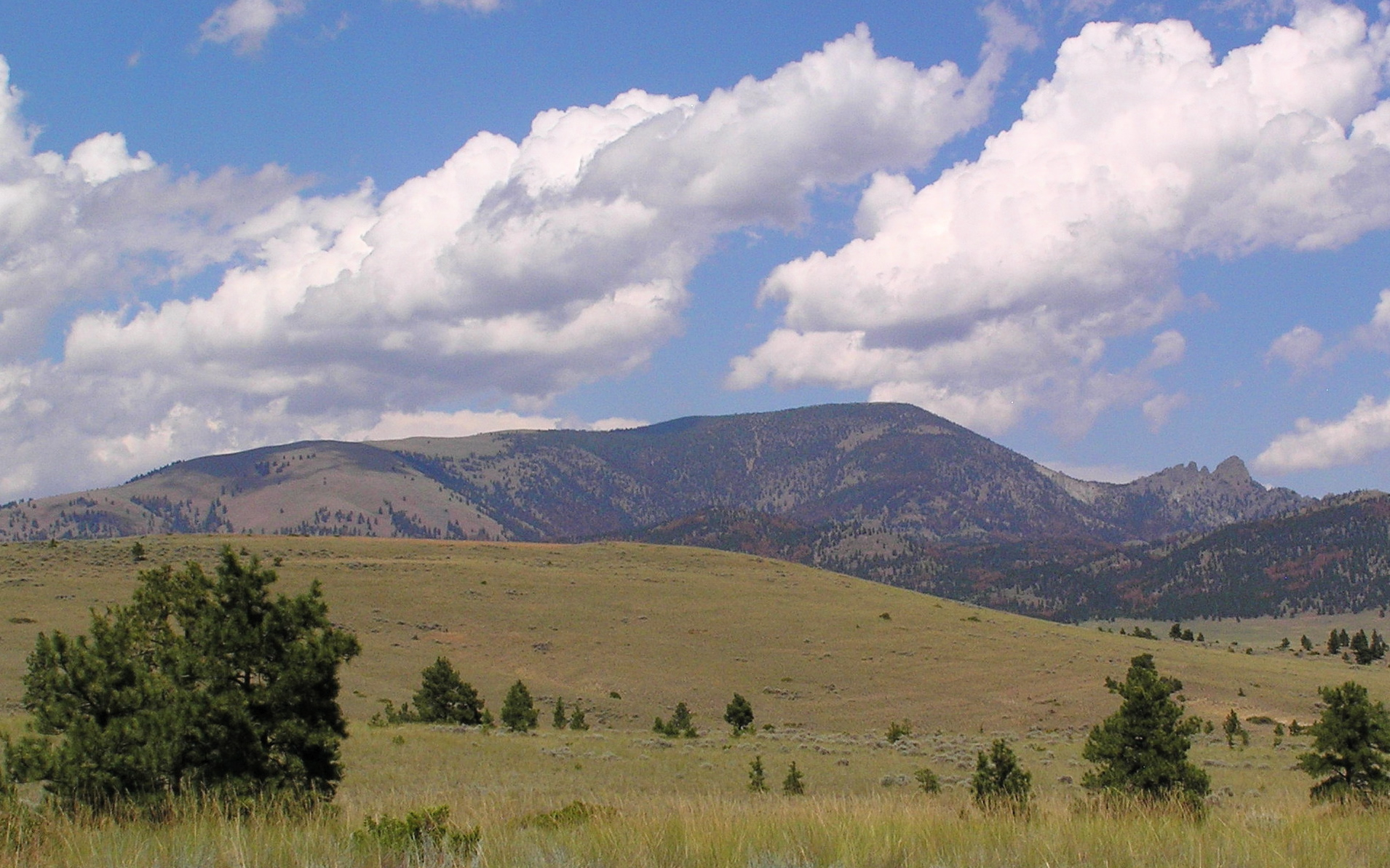
A Sleeping Giant hegy

A város területe tipikus hegyi kontinentális éghajlat. A hőmérséklet a téli fagyasztó hidegtől (akár -30 °C) a nyári 30 °C-nál is magasabb hőmérsékletig terjed. A csapadék (~300 mm évenként) egész évben esik le, télen a hóviharok (az úgynevezett blizzardok) hatalmas mennyiségű havat hoznak. Ezenkívül nagy a napi hőingadozás. A nap évi 2600 órát süt, a hőmérsékleti szélsőségek -41 °C és +41 °C között mozognak.
| Hónap                         | Jan.  | Feb.  | Már.  | Ápr.  | Máj. | Jún. | Júl. | Aug. | Szep. | Okt.  | Nov.  | Dec.  | Év    |
| ----------------------------- | ----- | ----- | ----- | ----- | ---- | ---- | ---- | ---- | ----- | ----- | ----- | ----- | ----- |
| Rekord max. hőmérséklet (°C)  | 17,0  | 21,0  | 26,0  | 30,0  | 35,0 | 39,0 | 41,0 | 41,0 | 37,0  | 31,0  | 24,0  | 18,0  | 41,0  |
| Átlagos max. hőmérséklet (°C) | 0,3   | 3,2   | 8,7   | 13,9  | 19,2 | 23,9 | 29,5 | 28,8 | 22,2  | 14,5  | 5,8   | −0,5  | 14,2  |
| Átlaghőmérséklet (°C)         | −5,2  | −2,7  | 2,1   | 6,9   | 11,9 | 16,4 | 20,9 | 19,9 | 14,1  | 7,3   | 0,0   | −5,9  | 7,2   |
| Átlagos min. hőmérséklet (°C) | −10,8 | −8,7  | −4,4  | −0,1  | 4,8  | 9,0  | 12,2 | 11,1 | 5,9   | 0,2   | −5,7  | −11,3 | 0,2   |
| Rekord min. hőmérséklet (°C)  | −41,0 | −41,0 | −34,0 | −23,0 | −8,0 | −1,0 | 2,0  | −2,0 | −14,0 | −22,0 | −39,0 | −40,0 | −41,0 |
| Átl. csapadékmennyiség (mm)   | 9     | 8     | 15    | 25    | 48   | 52   | 30   | 31   | 28    | 17    | 12    | 10    | 284   |
| Havi napsütéses órák száma    | 121   | 150   | 226   | 243   | 282  | 309  | 369  | 326  | 255   | 202   | 120   | 99    | 2701  |
| Forrás:                       |       |       |       |       |      |      |      |      |       |       |       |       |       |

## Története

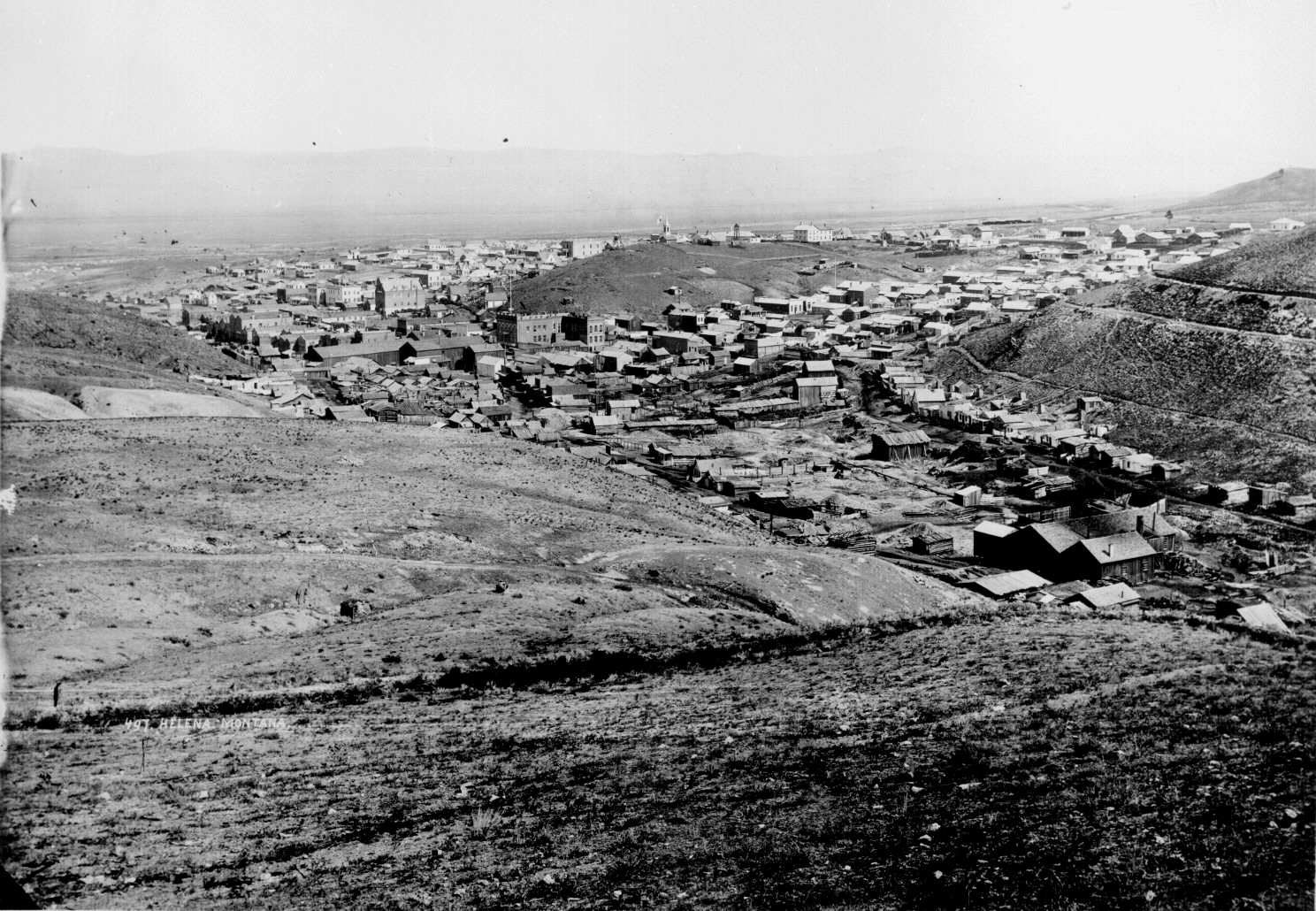
Helena 1870-ben

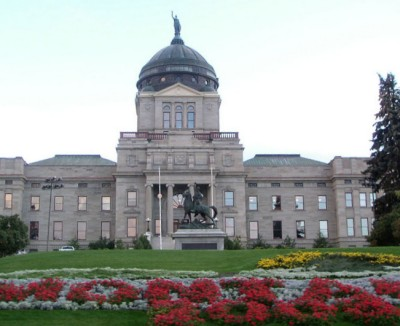
A Montana State Capitol

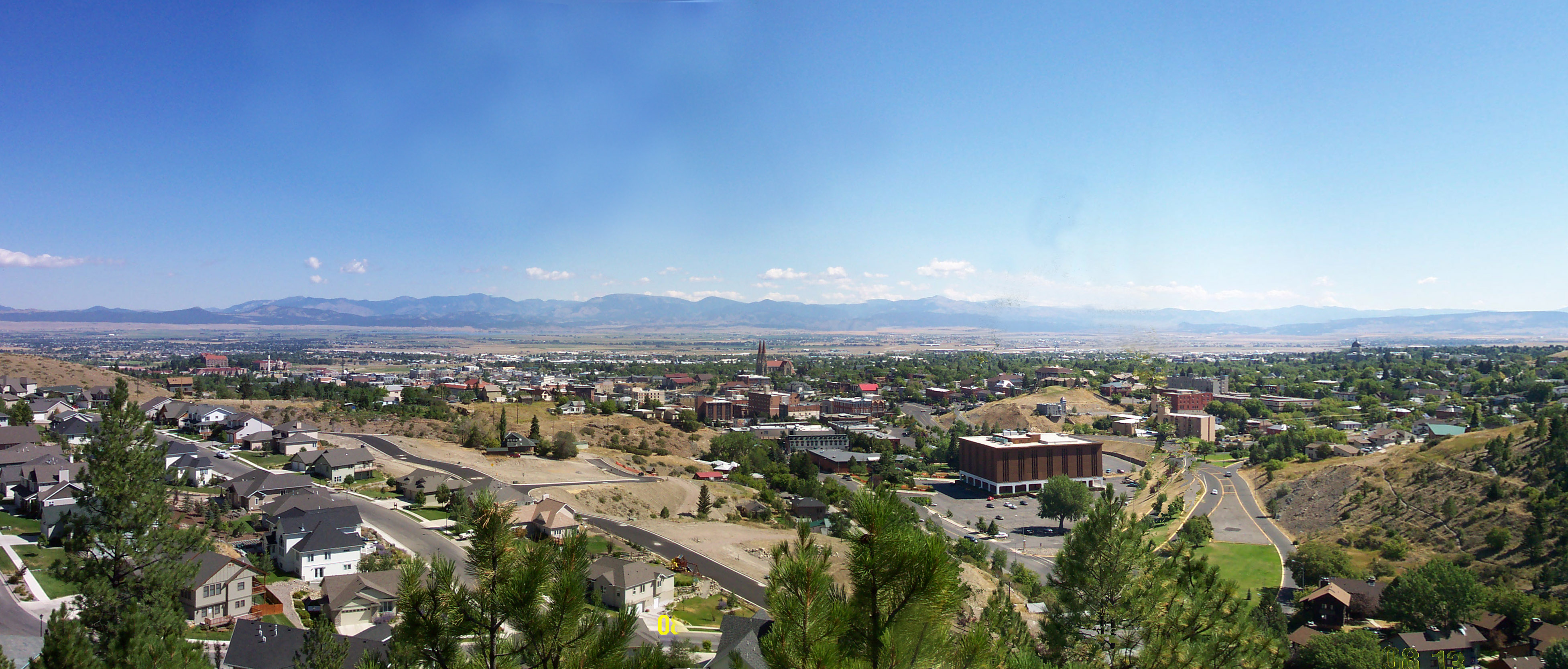
Helena 2006-ban

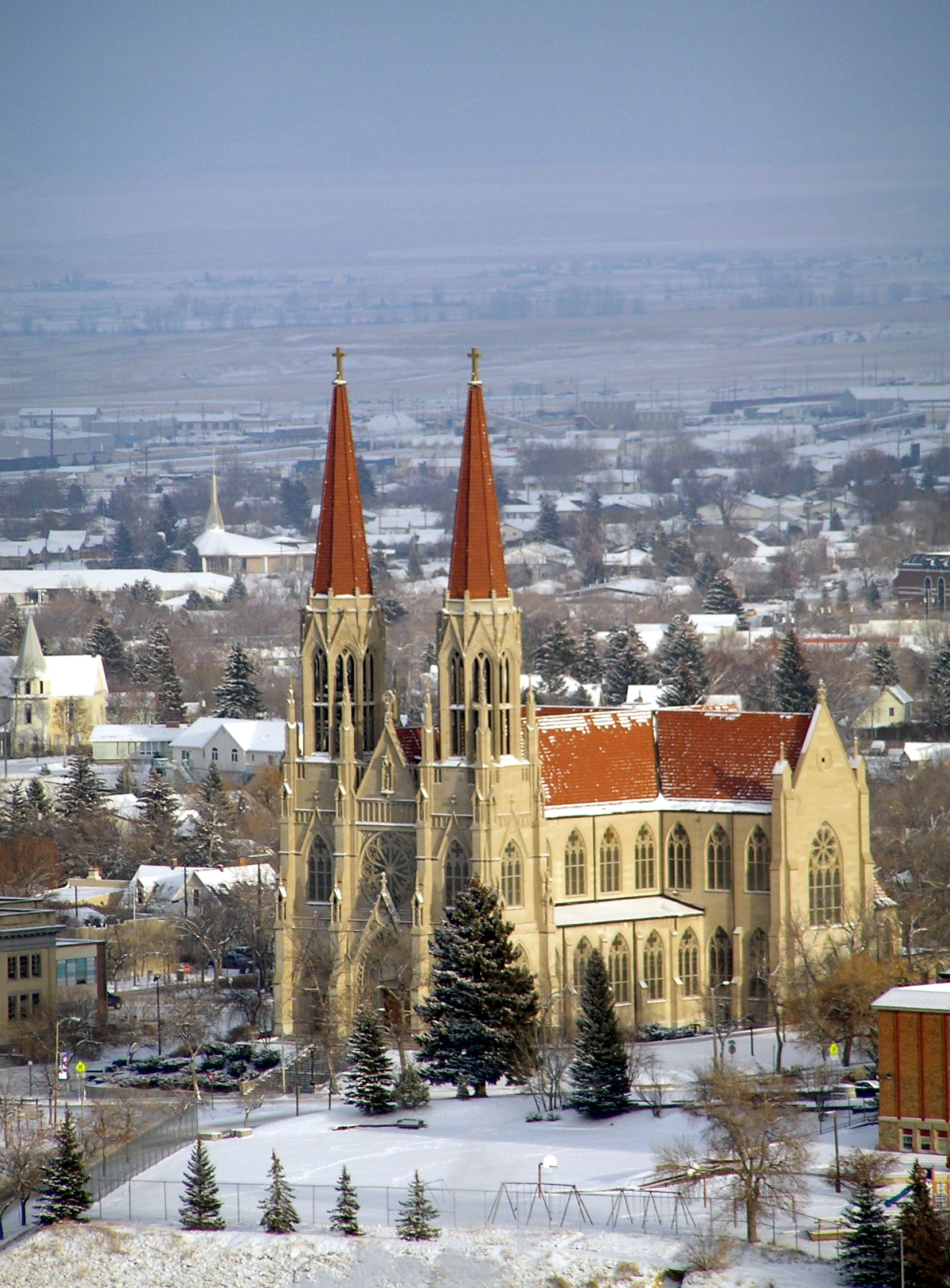
A St. Helena Katedrális

A területet 1805-ben derítette fel Lewis és Clark expedíciója. A várost 1864. október 4-én alapította egy csoport, mely négy georgiai aranyásóból állt ("Four Georgians") az aranylelőhelyek megtalálása után. A felfedezés 20 évi folyamatos aranylázat váltott ki, mely során mai áron 3,6 milliárd dollárnyi nemesfémet termeltek ki. Néhány éven belül több mint 3000 ember telepedett le. Kezdetben a várost "Crabtown"-nak hívták, alapítója, John Crab után. Ezután még többen telepedtek meg, a város tovább nőtt, ezért eldöntötték, hogy megváltoztatják a nevét. Az új Helena név alapjául a minnesotai Saint Helena város szolgált.
Montana 1864-ben az USA egyik teritóriuma lett, központja Virginia City volt. 1875-ben egy ülésen választással eldöntötték, hogy a virágzó Helenát teszik meg új fővárosnak. Ez a városnak sorsdöntő döntés volt, mivel Virginia City nem bírt megbirkózni a bányák feladatával (a településnek ma csupán 130 lakosa van), ennek köszönhetően Helena érvényesíteni tudta elképzelését, a fővárossá válást.
A Northern Pacific Railway vasútvonal megnyitása 1883-ban ismételten felgyorsította a város fejlődését. Azonban a vasút következményeként még egyszer kérdéssé vált a település helyzete. 1894-ben kitört a harc Helena és Anaconda között a fővárosi rangért. Végül a szavazók a bevált Helena mellett döntöttek, annak ellenére, hogy az ellenfél Anaconda gazdaságilag nagyon sikeres volt ebben az időben.
1902-ben elkészült a Montana State Capitol. A szárnyakat 1909 és 1912 között építették hozzá. 1935 és 1937 között több nagyobb tüzet is átélt a település. Ezeknek egy tűztorony felállításával vetettek véget, ami még ma is őrködik a város felett.
A központi fekvés, a főváros státusz, a közlekedési kapcsolatok és a mezőgazdaság a Prickley Pear Valley-ben vezetett ahhoz, hogy Helena Montana egyik legfontosabb városává fejlődött.

## Népessége
A 2010-es népszámlálás szerint 28 190 ember, 12 780 háztartás és 6691 család van a városban. A népsűrűség 665,7 fő/km², a lakások átlagos sűrűsége 317,8 lakás/km². A népesség 93,3%-a fehér, 0,4%-a afroamerikai, 2,3%-a amerikai bennszülött, 0,7%-a ázsiai, 0,1%-a csendes-óceáni szigetekről való és 0,6%-a más etnikai csoportból származik; 2,6% kettő vagy több etnikum keveredéséből, illetve a teljes népesség kb. 2,8%-a spanyol ajkú vagy latin-amerikai.
A 12 780 lakás 24,3%-ában vannak 18 év alatti gyerekek, 38,3%-ban él házaspár, 10,6% női (férj nélküli) és 3,6% férfi (feleség nélküli) háztulajdonos van, illetve 47,6% nem él családban. Az összes háztartás 39,8%-át egyedül élők teszik ki; 13,5% él valakivel, aki 65 éves vagy annál idősebb volt. A háztartások átlagos mérete 2,07, a családoké 2,77 fő.
Az város átlagéletkora 40,3 év. 20,1% 18 év alatti; 11,6% 18 és 42 év közötti; 23,3% 25 és 44 év közötti; 29,5% 45 és 64 év közötti; 15,5% 65 éves vagy annál idősebb. Az emberek 48%-a nő, 52%-a férfi.

## A város szülöttei
- Forrest H. Anderson, politikus és bíró
- Max Baucus, szenátor
- Patricia Belcher, színésznő
- Dirk Benedict, színész
- Gary Cooper, színész
- Margaret Craven, írónő
- Norman J. Holter, biofizikus
- Thomas Lee Judge, Montana kormányzója
- TJ Lanning, sífutó
- Myrna Loy, színésznő
- Colin Meloy, a The Decemberists énekese
- Maile Meloy, írónő (Colin Meloy testvére)
- Patricia Nell Warren, írónő
- John Patrick Williams, politikus, a képviselőház tagja

## Fordítás
- Ez a szócikk részben vagy egészben  a   Helena (Montana) című német Wikipédia-szócikk fordításán alapul.  Az eredeti cikk szerkesztőit annak laptörténete sorolja fel. Ez a jelzés csupán a megfogalmazás eredetét és a szerzői jogokat jelzi, nem szolgál a cikkben szereplő információk forrásmegjelöléseként.
- Ez a szócikk részben vagy egészben  a   Helena, Montana című angol Wikipédia-szócikk fordításán alapul.  Az eredeti cikk szerkesztőit annak laptörténete sorolja fel. Ez a jelzés csupán a megfogalmazás eredetét és a szerzői jogokat jelzi, nem szolgál a cikkben szereplő információk forrásmegjelöléseként.